# Perrine Michel
Perrine Michel est une réalisatrice française.

## Biographie
Perrine Michel a suivi des études de cinéma à l'Université Sorbonne-Nouvelle tout en pratiquant la photographie. Elle a réalisé plusieurs documentaires, dont son premier long métrage, Les Équilibristes, sorti en 2020.

## Filmographie

### Courts métrages
- 2003 : Le Pêcheur de lune
- 2004 : Ouiza, comme au cinéma[3]
- 2014 : Il avait le texte et moi l'image
- 2014 : Lame de fond

### Long métrage
- 2020 : Les Équilibristes